# Saint-Germain-lès-Arlay
Saint-Germain-lès-Arlay är en kommun i departementet Jura i regionen Bourgogne-Franche-Comté i östra Frankrike. Kommunen ligger i kantonen Voiteur som tillhör arrondissementet Lons-le-Saunier. År 2018 hade Saint-Germain-lès-Arlay 430 invånare.

## Befolkningsutveckling
Antalet invånare i kommunen Saint-Germain-lès-Arlay
Referens:INSEE